# Genustes minutus
Genustes minutus är en fjärilsart som beskrevs av George Francis Hampson 1896. Genustes minutus ingår i släktet Genustes och familjen Palaeosetidae. Inga underarter finns listade i Catalogue of Life.